# ヘクトルのための裸体習作
『ヘクトルのための裸体習作』（ヘクトルのためのらたいしゅうさく、仏: Étude de nu de Hector, 英: Nude Study of Hector）は、フランスの新古典主義の巨匠ジャック＝ルイ・ダヴィッドが1778年に制作した習作である。油彩。ローマ留学中に制作した神話画『パトロクロスの葬儀』（Les Funérailles de Patrocle）に描かれたトロイアの王プリアモスの息子で、トロイア側最大の英雄であるヘクトルの裸体習作として制作された。現在はモンペリエのファーブル美術館に所蔵されている。またダヴィッドの工房による複製がパリのルーヴル美術館に所蔵されている。

## 作品

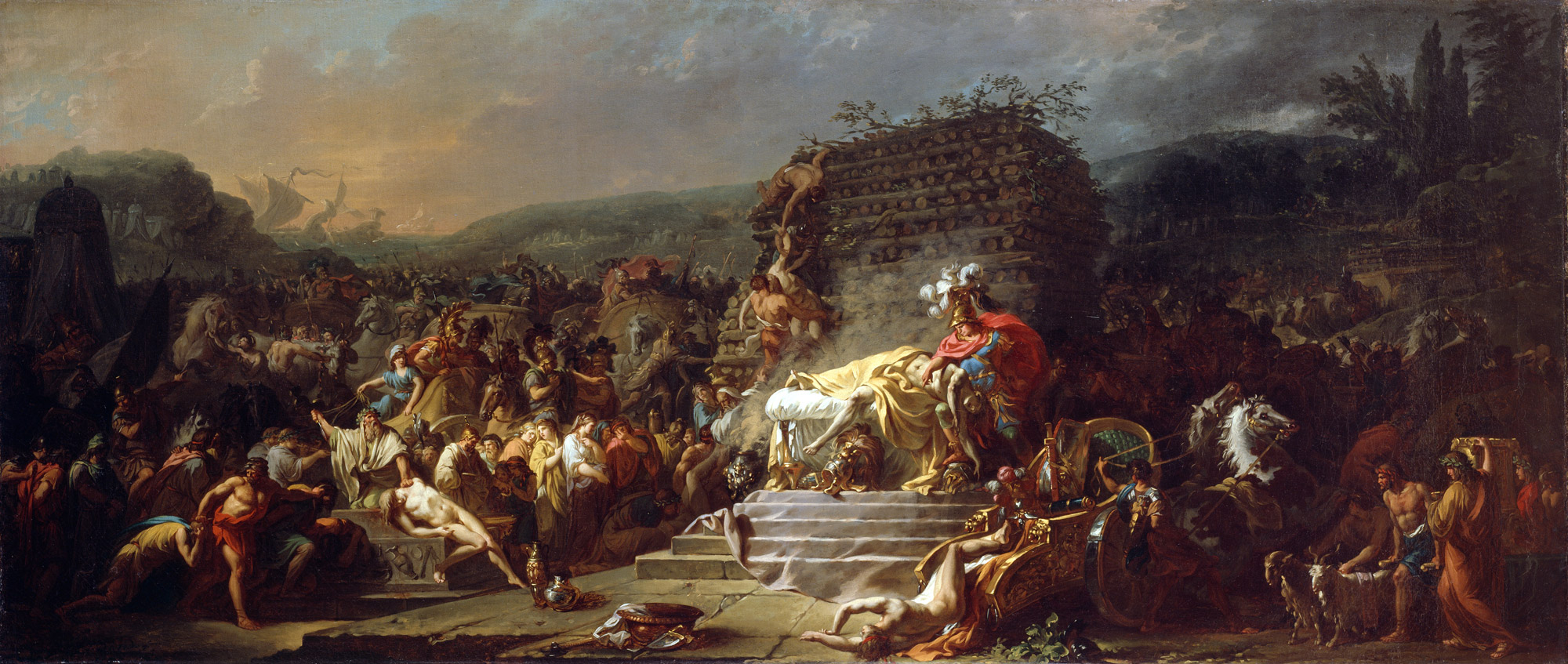
ダヴィッドの神話画『パトロクロスの葬儀』。1778年から1779年。アイルランド国立美術館所蔵。

ホメロスの『イリアス』によると、ヘクトルはパトロクロスを討ち取ったが、それゆえに親友の復讐を誓ったアキレウスに討たれた。アキレウスはヘクトルの遺体にむごい仕打ちを加えるため、両足の踵のあたりに穴を穿ち、紐で戦車に結びつけて曳き回した。その光景はプリアモスやヘカベ、アンドロマケをはじめ、トロイアの人々を悲しませた。アキレウスはヘクトルの遺体を野犬に食わせるつもりであったが、アプロディテとアポロンに守られ、野犬に食われることも太陽の光で干からびることもなかった。
絵画のタイトルは『パトロクロスの葬儀』に描かれたトロイア戦争でアキレスに敗れたヘクトルの死を想起させるが、この作品の本当の主題は大きな男性の裸体表現である。ダヴィッドは生気が失われた身体に焦点を当てたため、歴史画であることが分かるあらゆる要素をすべて除去したが、とりわけヘクトルの遺体を引きずった戦車の存在を無視した。ダヴィッドは肉体描写の中でも、ドレープの生地の質感と対照的なベルベットのごとき肌の色にこだわった見事な様式を実践することに最大限の才能を発揮している。アキレウスがヘクトルの遺体に加えた残虐行為を思い起こさせるものは何もなく、場面を照らすカラヴァッジョ風のキアロスクーロだけが、ヘクトルの死の劇的な激しさを表現することに役立っている。

## 来歴
絵画はおそらく1778年にローマで描かれ、1781年のサロンで展示された。ダヴィッドはこの作品を生涯手放すことはなく、ダヴィッド死後の1851年にモンペリエ市によって購入された。ルーヴル美術館所蔵の複製はそれよりも早く1839年に購入された。

## ギャラリー

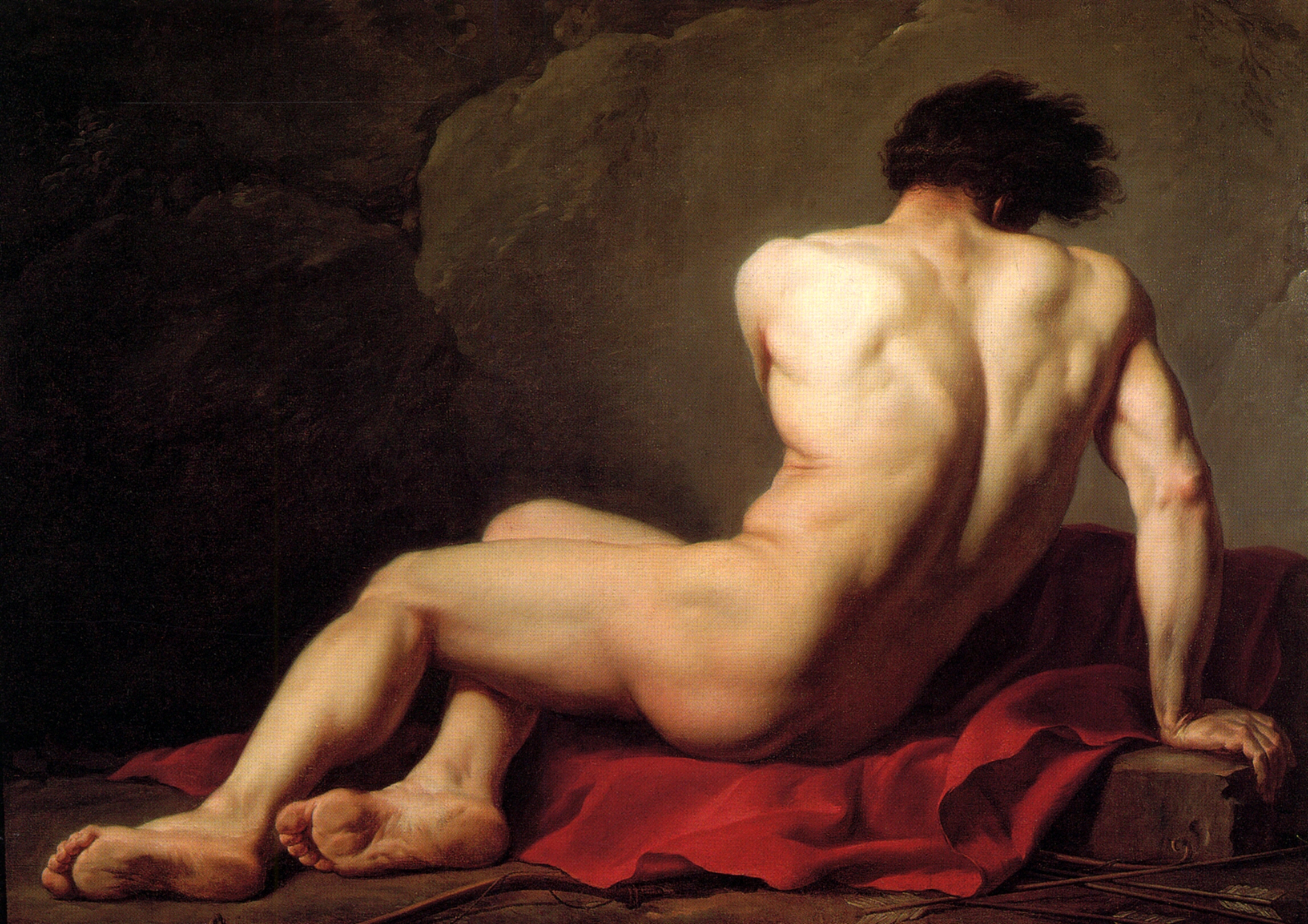
『パトロクロスのための裸体習作』1780年 トマ＝アンリ美術館所蔵
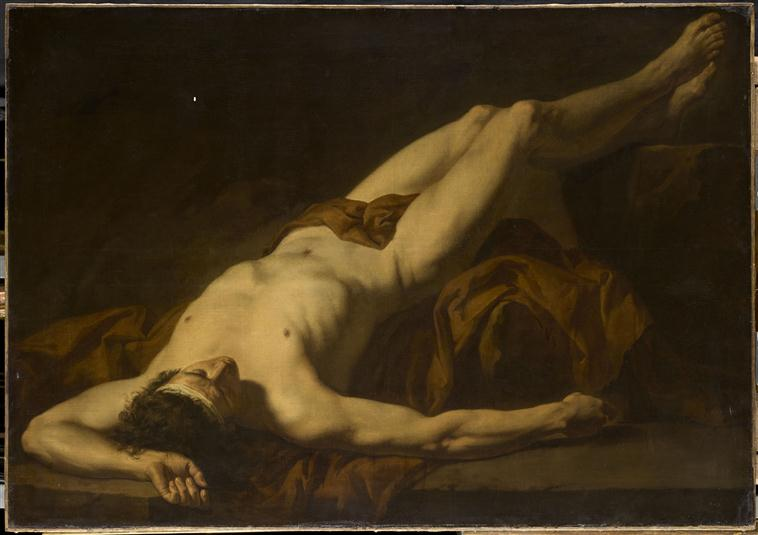
ダヴィッドの工房による複製　1825年頃 ルーヴル美術館所蔵